# Onzaga
Onzaga est une ville colombienne située dans le département de Santander.